# Rinoceronte-de-java

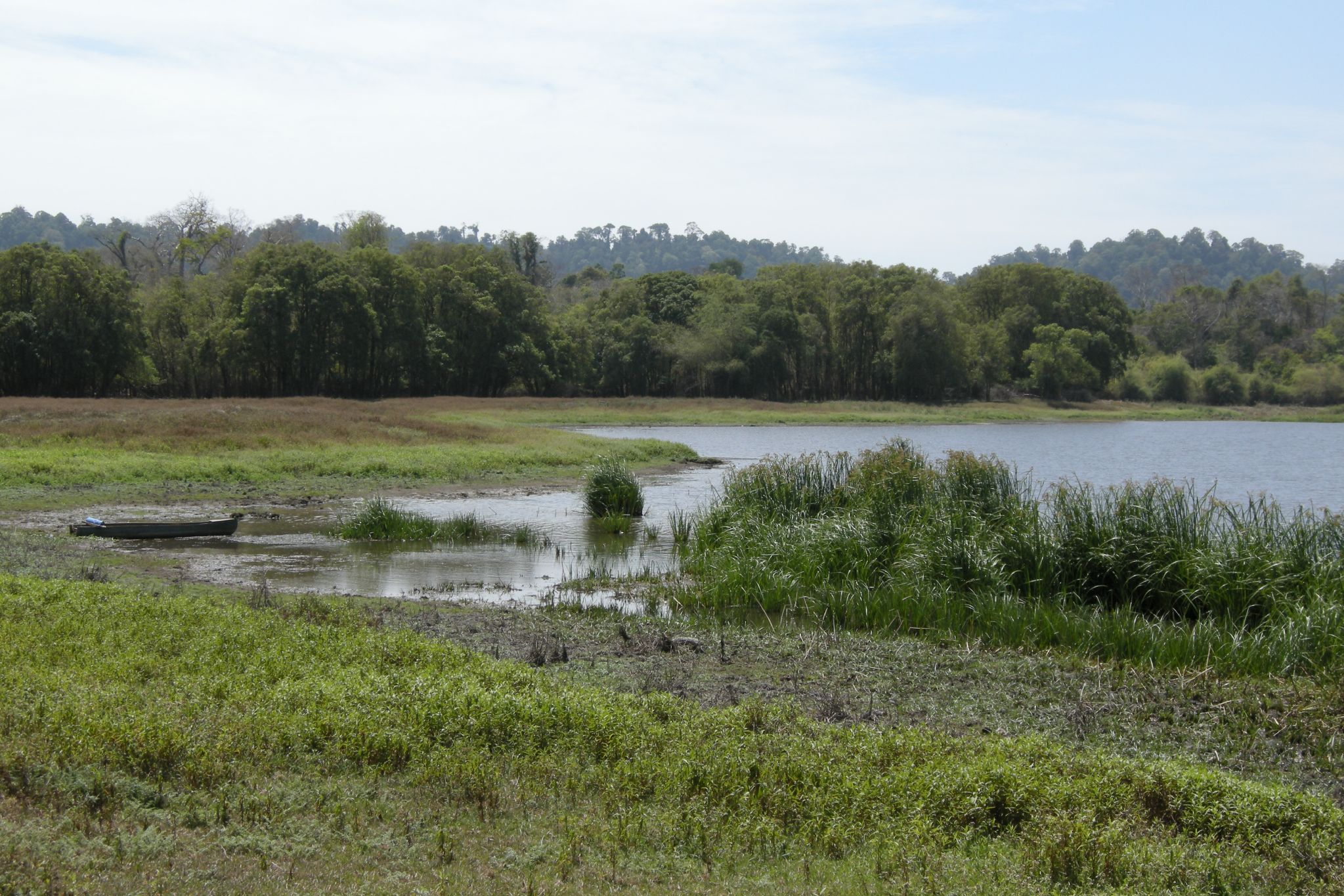
Planície aluvial no Parque Nacional de Cat Tien.

O rinoceronte-de-java (nome científico: Rhinoceros sondaicus, do grego rhino, nariz + ceros, corno e sonda, Sonda + icus relativo a) é uma espécie da família Rhinocerotidae e uma dos cinco rinocerontes recentes. Ele pertence ao mesmo gênero do rinoceronte-indiano, possuindo muitas características semelhantes. Difere principalmente no tamanho (sendo menor que seu primo indiano), pelas placas dérmicas menos desenvolvidas, e por diferenças craniais e dentárias. Seus cornos são os menores dentre todas as espécies de rinocerontes e, muitas vezes, podem estar ausentes nas fêmeas.
Originalmente, estava distribuído nas ilhas de Java e Sumatra, e através do Sudeste asiático até à Índia, a oeste, e à China, ao norte. Há cerca de 150 anos, sua distribuição já estava reduzida a três populações separadas. Atualmente é encontrado apenas no Parque Nacional de Ujung Kulon, na ilha de Java, Indonésia. A população do Parque Nacional de Cat Tien, no Vietnã, foi extinta em 2010.
O rinoceronte-de-java é a mais rara das espécies de rinocerontes, com uma população estimada em menos de 100 indivíduos divididos nas duas áreas de ocorrência. Não há registro de espécimens em cativeiro na atualidade, e o último exemplar em cativeiro morreu em 1907 no zoológico de Adelaide, na Austrália. A perda do habitat e caça predatória, pelo uso de seu corno na medicina chinesa, foram as principais causas da redução populacional desses animais. E hoje, mesmo protegido nas reservas, ainda corre risco devido à perda da diversidade genética, doenças e pela caça ilegal.
Devido aos hábitos solitários, raridade, e por viverem numa área de instabilidade política, cientistas e conservacionistas raramente estudaram este animal em campo, sendo consequentemente a espécie de rinoceronte menos conhecida.

## Distribuição geográfica e habitat
A área de distribuição do rinoceronte-de-java tem vindo a reduzir-se há três mil anos, o que torna incerto o conhecimento da distribuição histórica desse animal. Até meados do século XIX, o rinoceronte-de-java estava distribuído, variando de abundante a escasso, na região de Sundarbans (Bengala Ocidental e Bangladesh), e em Mianmar, Tailândia, Camboja, Laos, Vietnã, Malásia e nas ilhas de Sumatra e Java (Indonésia). Registros nas regiões de Assam e do norte de Bangladesh são escassos e confusos, devido à sobreposição de distribuição com o rinoceronte-indiano e o rinoceronte-de-sumatra. Há apenas um espécime registrado no Butão. Exploradores holandeses do início do século XIX encontraram evidências de rinocerontes em Bornéu, entretanto, sua identificação era incerta, pois o rinoceronte-de-sumatra também habitava a ilha. Estudos recentes em Bornéu demonstraram que a hipótese do rinoceronte-de-java ter existido na ilha não deve ser descartada. Os registros da China são na sua maioria fósseis (do Pleistoceno) ou subfósseis (registros indicam que a partir de aproximadamente 1000 a.C., o limite meridional dos rinocerontes que se estendia ao sudoeste da China, começou a ser reduzido para o sul em cerca de 0,5 km por ano, devido à expansão humana e caça predatória).
A partir do século XIX, as populações de rinocerontes estavam isoladas em três regiões principais: Sundarbans e Mianmar adjacente; Indochina; e península malaia, Sumatra e Java. Rinocerontes-de-java foram visto regularmente no Sundarbans até 1892. O último animal morto, segundo registros oficias, foi em 1888, entretanto, aparições escassas e não confirmadas ocorrem até 1908. Em Mianmar, o último registro ocorreu em 1920, na Malásia em 1932, em Sumatra em 1959, e no norte do Vietnã em 1964.
No final da Guerra do Vietnã, acreditava-se que o rinoceronte-de-java estava extinto no continente, até ser reencontrado em 1988-1989 nas proximidades do Rio Dong Nai. Até 2010, os rinocerontes-de-java eram encontrados em somente duas localidades: o Parque Nacional de Ujung Kulon, no extremo oeste de Java, e no Parque Nacional de Cat Tien, a cerca de 150 km ao norte de Ho Chi Minh, no Vietnã. A população do Vietnã foi extinta em 2010, quando o último exemplar da espécie foi morto. Lenhadores e caçadores locais do Camboja disseram ter visto rinocerontes-de-java nas montanhas Cardamom, mas as incursões na área não encontraram qualquer evidência de sua existência.
O rinoceronte-de-java, primariamente, habita as planícies aluviais, florestas tropicais densas, juncais e canaviais que são abundantes próximo aos rios e áreas pantanosas. Apesar de historicamente preferirem regiões de baixas altitudes, no Vietnã, foram empurrados em direção a regiões mais altas (acima dos 2 mil metros), provavelmente por causa da expansão da população humana.

## Descrição
| Ficha técnica      |                        |
| Altura             | 160 – 175 cm           |
| Comprimento        | 300 – 320 cm           |
| Cauda              | 70 cm                  |
| Peso               | 1.500 - 2.000 kg       |
| Tamanho de ninhada | 1                      |
| Gestação           | 16 meses               |
| Desmame            | 1 - 2 anos             |
| Maturidade sexual  | 3-4 anos (fêmeas)      |
| Maturidade sexual  | 6 anos (machos)        |
| Longevidade        | 21 anos (em cativeiro) |

O rinoceronte-de-java é menor que seu primo indiano, e semelhante em tamanho ao rinoceronte-negro. Não há diferenças marcantes entre os sexos, entretanto, Groves, através de análises das medidas craniais indicou que as fêmeas são maiores que os machos. Entre as populações, a subespécie vietnamita parece ser significativamente menor que a de Java, baseado em provas fotográficas e de medidas de pegadas. Assim como o rinoceronte-indiano, possui apenas um corno, que é o menor dentre todas as espécies de rinocerontes modernas, alcançando no máximo 25 centímetros. A fêmea, frequentemente, não possui o corno ou tem apenas uma pequena protuberância.
Muito similar ao seu primo indiano, tem a mesma coloração acinzentada, só que menos intensa, sua cabeça é menor, e suas placas dérmicas são menos desenvolvidas na região do pescoço. O lábio superior é acentuado e preênsil, assim como em outras espécies, ajudando a levar o alimento até à boca. Como em todos os rinocerontes, a audição e o olfato são desenvolvidos, e a visão é deficiente. Muitas das informações foram obtidas através do estudo de exemplares de museus, e por análises fotográficas e de amostras fecais. Raramente foi encontrado, observado e mensurado em seu ambiente natural.[carece de fontes?]

## Comportamento

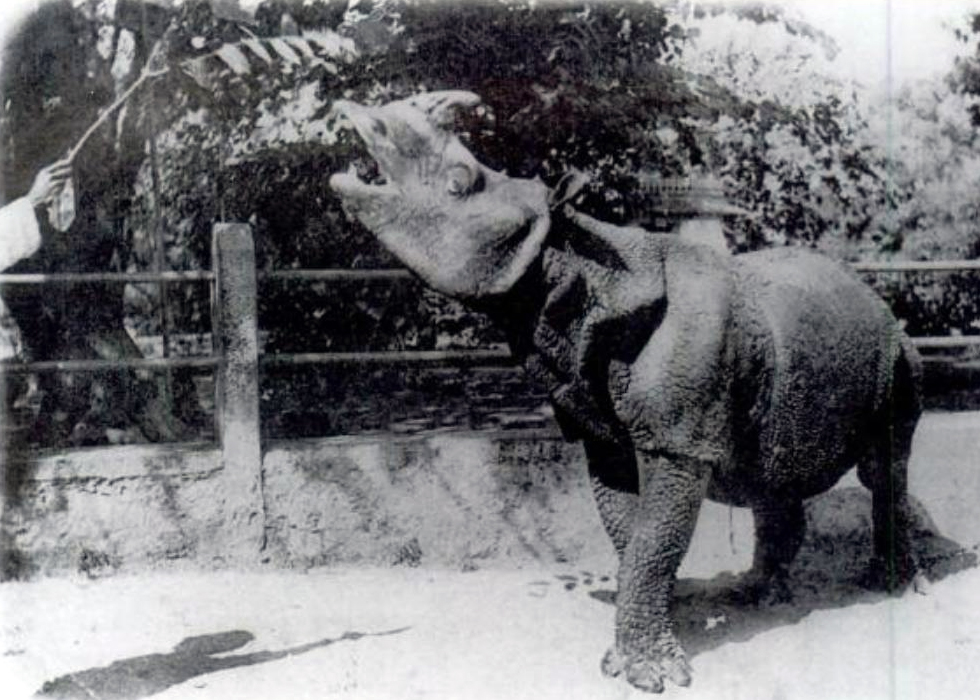
Rinoceronte-de-java exposto provavelmente na Índia por volta de 1900.

O rinoceronte-de-java é um animal de hábito solitário, com exceção da época reprodutiva, quando se pode vê-los aos casais e, posteriormente, as mães com seus filhotes. Às vezes, reúnem-se em pequenos grupos para lamber sal e chafurdar na lama. A chafurda na lama é um comportamento típico para todos os rinocerontes; essa atividade lhes permite manter a temperatura corporal fresca e ajuda a prevenir doenças e infestação parasitária. Os rinocerontes-de-java geralmente não cavam sua própria chafurda, preferindo usar a feita por outros animais ou as fossas naturais, que eles irão aumentar utilizando os seus chifres. A lambeção do sal também é muito importante por causa dos nutrientes essenciais que os rinocerontes recebem a partir do sal.
A extensão da área territorial dos machos é de 12 a 20 km², enquanto que a das fêmeas é de 3 a 14 km². A sobreposição de territórios entre os machos é menor do que a das fêmeas. Não se sabe se há brigas territoriais.
Os machos marcam seu território com pilhas de excrementos e pela pulverização de urina. O ruído de raspagem produzido pelas patas no chão e os brotos retorcidos de plantas também são usados para a comunicação. Os membros de outras espécies de rinoceronte possuem o hábito peculiar de defecar massivas pilhas de excremento e depois raspar suas costas nesse excremento. Os rinocerontes-de-sumatra e os rinocerontes-de-java não se dedicam a roçar as costas nas pilhas enquanto defecam. Cogita-se que essa adaptação no comportamento seja ecológica; nas florestas úmidas de Java e Sumatra, o método pode não ser proveitoso para espalhar odores.
O rinoceronte-de-java é menos sonoro que o de sumatra; poucas vocalizações foram registradas. Rinocerontes adultos não possuem predadores naturais, além dos humanos. A espécie, particularmente no Vietnã, é arisca e recolhe-se na mata densa quando detecta a presença de humanos. Todavia, quando o homem se aproxima demais, o rinoceronte-de-java se torna agressivo e ataca, golpeando com os incisivos da mandíbula enquanto move com força a cabeça para o alto. Seu comportamento anti-social pode ser um adaptação recente ao estresse populacional; evidências históricas sugerem que, como outros rinocerontes, a espécie foi no passado mais gregária.

### Dieta
O rinoceronte-de-java é um animal herbívoro e se alimenta de diversas espécies de plantas, especialmente de seus galhos tenros, brotos, folhas novas e frutos caídos. A maioria das plantas que compõem a dieta dessa espécie crescem em áreas ensolaradas, como clareiras nas florestas, arbustais e outros tipos de vegetação sem grandes árvores. O rinoceronte derruba as árvores novas para alcançar as partes mais tenras e apanhá-las com seu lábio superior preênsil.
Em um estudo realizado em 1982, pesquisadores identificaram 120 gêneros de plantas, pertencentes a 65 famílias, compondo a dieta do rinoceronte. Dentre estes, as plantas dos gêneros Amomum, Dillenia, Leea, Eugenia e Acronychia estão entre as mais consumidas.
É a espécie de rinoceronte mais adaptável em sua alimentação. Atualmente alimenta-se exclusivamente de folhas de árvores, mas provavelmente já houve tempo em que se alimentava tanto de folhas como de gramíneas, dentro da sua área de distribuição histórica. O rinoceronte ingere, em média, 50 quilos de comida diariamente. Como o rinoceronte-de-sumatra, o de java precisa de sal em sua dieta. Apesar de comuns em seu território original, não existem reservas de sal em Ujung Kulon; entretanto, os rinocerontes desse local já foram observados bebendo água do mar, provavelmente para suprir a mesma necessidade nutricional.

### Reprodução
Como a espécie é raramente observada de forma direta e não existem espécimes em zoológicos, os hábitos sexuais dos rinocerontes-de-java são difíceis de estudar. As fêmeas atingem sua maturidade sexual entre os três e quatro anos de idade, enquanto os machos são sexualmente maduros aos seis anos. Estima-se que a gestação ocorra num período entre 16 a 19 meses. O intervalo entre os nascimentos desta espécie é de quatro a cinco anos, e o filhote é desmamado por volta dos dois anos de idade. Como todas as outras quatro espécies de rinocerontes possuem comportamentos de acasalamento semelhantes, presume-se que os rinocerontes-de-java também os sigam.

## Classificação

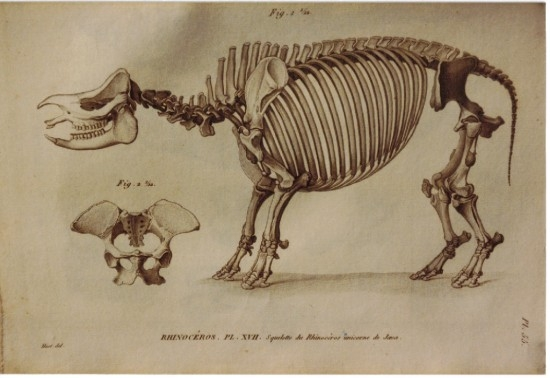
Esqueleto de Rhinoceros sondaicus por Georges Cuvier em seu livro Recherches sur les ossemens fossiles, où l'on rétablit les caractèes de plusieurs animaux dont les révolutions du globe ont détruit les espèces (1822).

### Histórico
A primeira descrição do rinoceronte-de-java foi feita por Jacobus Bontius (1592-1631), que viveu na Batavia durante seus quatro últimos anos de vida. Entretanto, ele não forneceu informações que pudessem indicar que se tratava de uma espécie distinta do rinoceronte-indiano. Nos séculos seguintes, relatos de rinocerontes em Java foram frequentes, mas nenhum sugeria, nem em termos vagos, qualquer diferenciação entre os rinocerontes da Índia e os de Java.[carece de fontes?]
Os primeiros estudos com o rinoceronte fora de seu ambiente natural foram realizados por Petrus Camper (1722-1789), anatomista e paleontólogo holandês, que recebeu de seu ex-pupilo, Jacob van der Steege (1746-1811), um esqueleto, quatro crânios, uma língua e um pênis, de animais mortos na ilha de Java. Entretanto, Camper morreu antes de publicar seus estudos, que mostravam que os rinocerontes em Java diferiam dos da Índia. Após sua morte, seu filho Adriaan Gilles Camper doou um dos crânios para Georges Cuvier, que escreveu: "a cabeça do rinoceronte me parece, à primeira vista, de uma espécie diferente. Eu a observarei com um pouco mais de cuidado, e lhe enviarei o resultado final".
Em 1812, Cuvier realizou estudos num espécime de Rhinoceros unicornis, que morreu em Versalhes em 1793, e possivelmente usou o crânio de Camper para comparações. Ele concluiu que existiam duas espécies de rinocerontes asiáticos, entretanto, não o identificou com um nome binomial. Anselme Gaëtan Desmarest, em 1822, com base num espécime enviado ao Muséum National d'Histoire Naturelle em 1821 por Pierre-Médard Diard e Alfred Duvaucel, identificou a nova espécie de rinoceronte como Rhinoceros sondaicus. A localização do espécime-tipo foi posteriormente alterada, por Desmarest, de Sumatra para Java, por haver dúvidas quanto a procedência do animal.

### Subespécies
Três subespécies são reconhecidas por Groves e Guérin (1980) e por Grubb (2005):

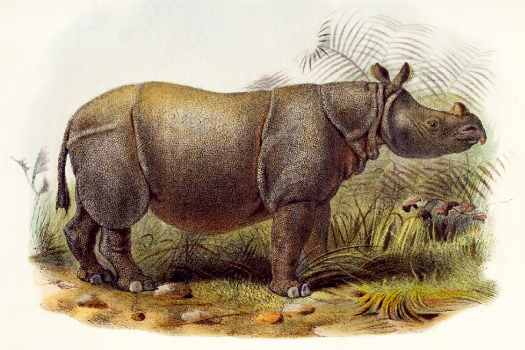
Gravura de uma fêmea de Rhinoceros sondaicus inermis proveniente de Sundarbans na Índia, que foi levada para Londres em 1877, sobrevivendo por menos de seis meses.

- Rhinoceros sondaicus sondaicus Desmarest, 1822 - conhecido como rinoceronte-de-sonda, era encontrado nas ilhas de Sumatra e Java e na península malaia até o istmo de Kra. Atualmente a população está confinada em cerca de 40-50 indivíduos, no Parque Nacional de Ujung Kulon, na extremidade oeste da ilha de Java;
- Rhinoceros sondaicus annamiticus Heude, 1892 - conhecido como rinoceronte-do-vietnã, era encontrado no Vietnã, Camboja, Laos e Tailândia. Uma única população remanescente, sobreviveu no Parque Nacional de Cat Tien, no Vietnã até 2010;
- Rhinoceros sondaicus inermis Lesson, 1838 - conhecido como rinoceronte-indiano-menor, era encontrado no leste da Índia, nas regiões de Bengala Ocidental e Assam, Butão, Bangladesh e Mianmar, mas foi extinto nas primeiras décadas do século XX. Alguns pesquisadores ainda acreditam que esta subespécie pode ser encontrada em regiões remotas de Mianmar. Entretanto, devido à instabilidade política na região, nenhuma busca foi promovida.

Colin Groves, em um artigo de 1967, reconheceu a população de Sumatra como uma subespécie distinta, Rhinoceros sondaicus floweri Gray, 1867, entretanto, estudos posteriores mostraram que nem a população de Sumatra e nem a da Malásia representavam subespécies distintas.
Há ainda duas subespécies pleistocênicas descritas com base em diferenças odontológicas (principalmente dos molares) e esqueléticas (tamanho do fêmur, tíbia, rádio e úmero)ː
- Rhinoceros sondaicus guthi Beden & Guérin, 1973 - os restos fósseis datados do Pleistoceno Superior foram encontrados na caverna kárstica de Phnom Loang, província de Kampot, Camboja;[24]
- Rhinoceros sondaicus sivasondaicus Dubois, 1908 - os restos fósseis datados do Pleistoceno Médio foram encontrado em Kendeng, Java, e inicialmente foi descrito como uma espécie distinta.[25] Hooijer, em 1946, revisou o espécime-tipo de Dubois e o considerou sinônimo do R. sondaicus, por serem idênticos.[26] Guérin, revisou o material em 1980, e confirmou o sivasondaicus como uma subespécie de rinoceronte-de-java.[22]

## Conservação

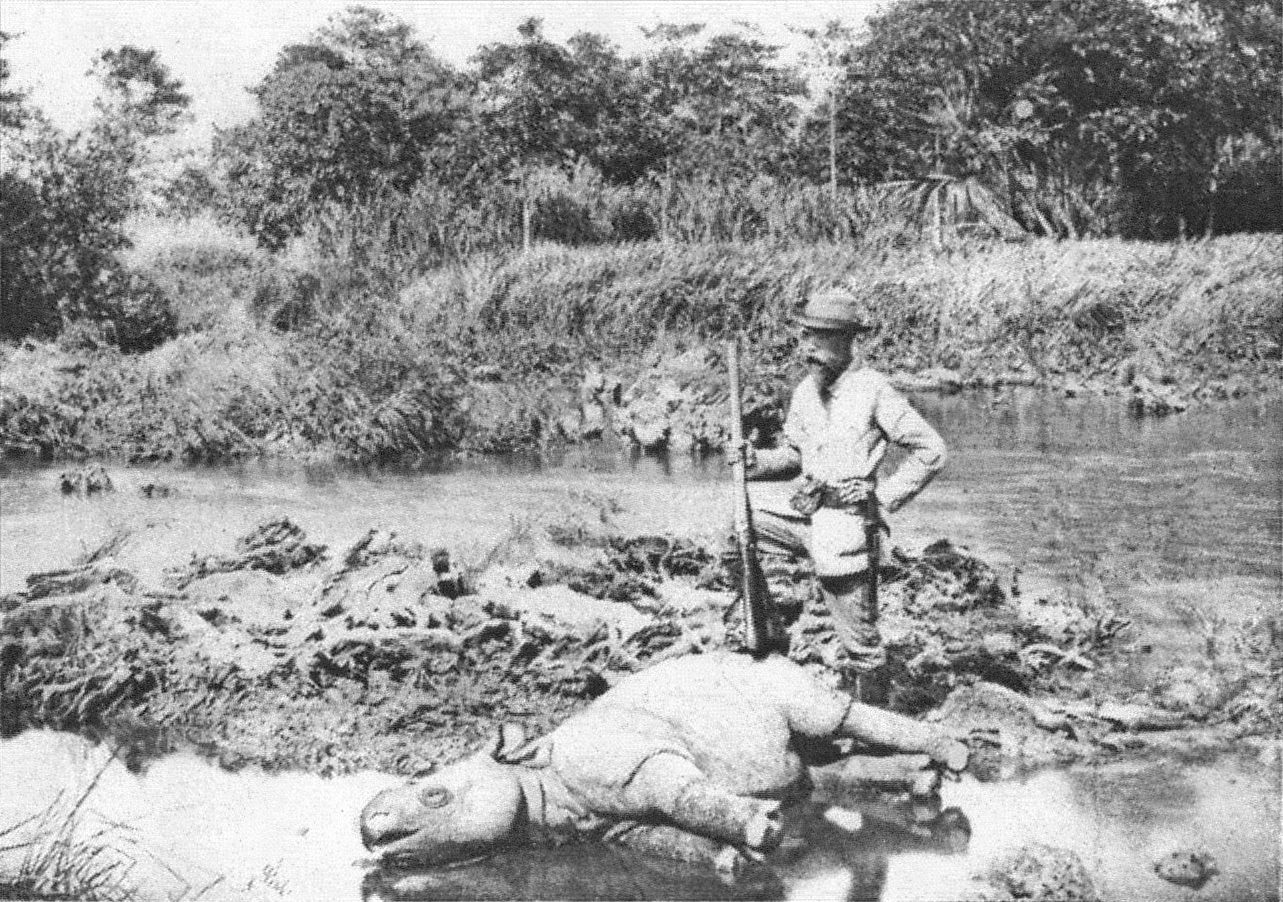
Caçador europeu posando com rinoceronte abatido em Ujung Kulon.

O rinoceronte-de-java, provavelmente o mamífero de grande porte mais raro da Terra, é listado como "em perigo crítico", e tem estado no "Appendix I" da CITES desde 1975. A população total de rinocerontes não passará de 50 indivíduos, confinados numa só área protegida em Java (Ujung Kulon), existindo até 2011 outra no Vietnã (Cat Tien). Em 2011 a WWF confirmou a extinção da subespécie do Vietnã, existindo somente 50 indivíduos em Java.
O principal fator no declínio da população foi a caça predatória pelo corno, um problema que afeta todas as espécies de rinocerontes. Os cornos tem sido uma commodity no comércio da China nos últimos dois mil anos, pois acreditam que ele possua propriedades terapêuticas, e assim é utilizado na tradicional medicina chinesa. Outro fator importante é a perda do habitat pela grande expansão humana. Muitas áreas de planícies foram devastadas para o cultivo do arroz em quase todos os países do Sudeste asiático, e em Java, que é o hoje a ilha mais densamente povoada com quase 130 milhões de habitantes, o rinoceronte foi confinado à península de Ujung Kulon pela expansão da população.[carece de fontes?]

### Ujung Kulon
O Parque Nacional de Ujung Kulon, em Java, abriga a última população de Rhinoceros sondaicus sondaicus estimada em 40 indivíduos pela WWF  ou de 50-60 animais pela International Rhino Foundation. O parque foi criado em 1980, compreendendo a península de Ujung Kulon e várias ilhas adjacentes, e em 1991 foi declarado pela UNESCO como Patrimônio Mundial.[carece de fontes?]

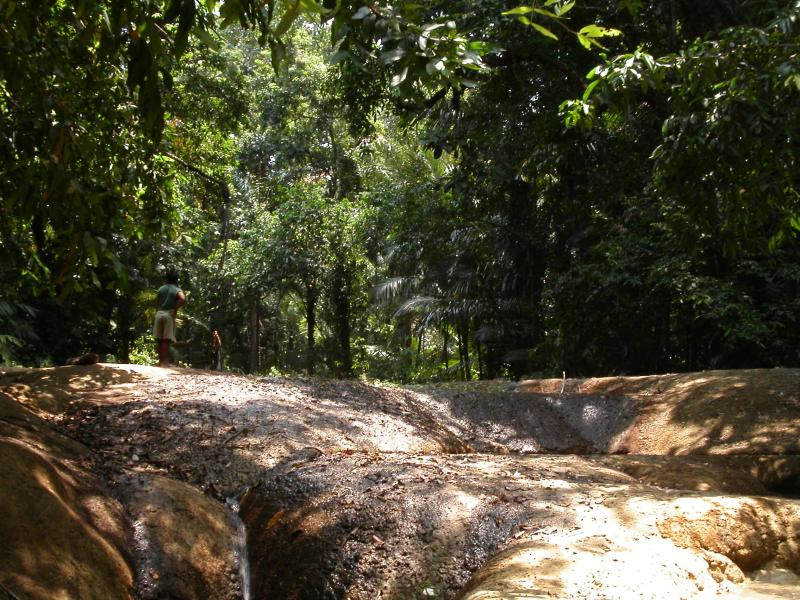
O Parque Nacional de Ujung Kulon concentra a maioria da população de rinocerontes-de-java.

A caça ao rinoceronte em Java foi proibida totalmente em 23 de outubro de 1909. Mas na década de 30, especialmente após 1935, o rinoceronte-de-java estava confinado à península de Ujung Kulon e a uma pequena área adjacente no Monte Hondjè. O último registro confirmado, fora dessa área, foi de um animal morto em 1934 em Karangnunggal, em Java Ocidental. A península de Ujung Kulon sofreu os efeitos da erupção do Krakatoa em 1883, entretanto a população de rinocerontes não foi gravemente afetada, ao contrário do que outros autores sugeriram.
Ujung Kulon foi declarada como uma reserva natural em 16 de novembro de 1921 por um decreto governamental. Entretanto, registros de animais mortos continuaram a ser relatados. Em 24 de junho de 1937, a reserva foi designada como santuário da vida selvagem, cobrindo uma área de 28 600 hectares. E em 2 de julho de 1938 foi fechada a visitação pública. A caça ilegal ainda ocorreu até a década de 1960. Somente nas décadas de 70 e 80 é que esforços no combate à caça predatória foram realizados com mais rigor pelas autoridades, fazendo o número de rinocerontes dobrar.
O único predador natural, o tigre-de-java foi extinto na década de 1950, mesmo assim o número de rinocerontes tem se mantido constante. A restrição do habitat e a competição por alimento com outras espécies podem ter sido fatores limitantes para o crescimento da população. Em 2006, evidências de quatro filhotes foram descobertas por cientistas do grupo de conservação da WWF, o que pode significar um aumento populacional na área e a eficiência dos programas de assistência e proteção empregados. Em novembro e dezembro de 2010, armadilhas fotográficas registraram adultos e juvenis nas densas florestas de Ujung Kulon, indicando que a espécie está se reproduzindo.
| Ano    | 1953  | 1959  | 1964  | 1968  | 1972  | 1977  | 1982  | 1990 | 1993 | 1999 | 2002  | 2005  | 2011 |
| Número | 30-50 | 30-40 | 25-50 | 20-29 | 40-48 | 45-54 | 40-60 | < 50 | 50   | 50   | 50-60 | 50-60 | ~50  |

### Cat Tien

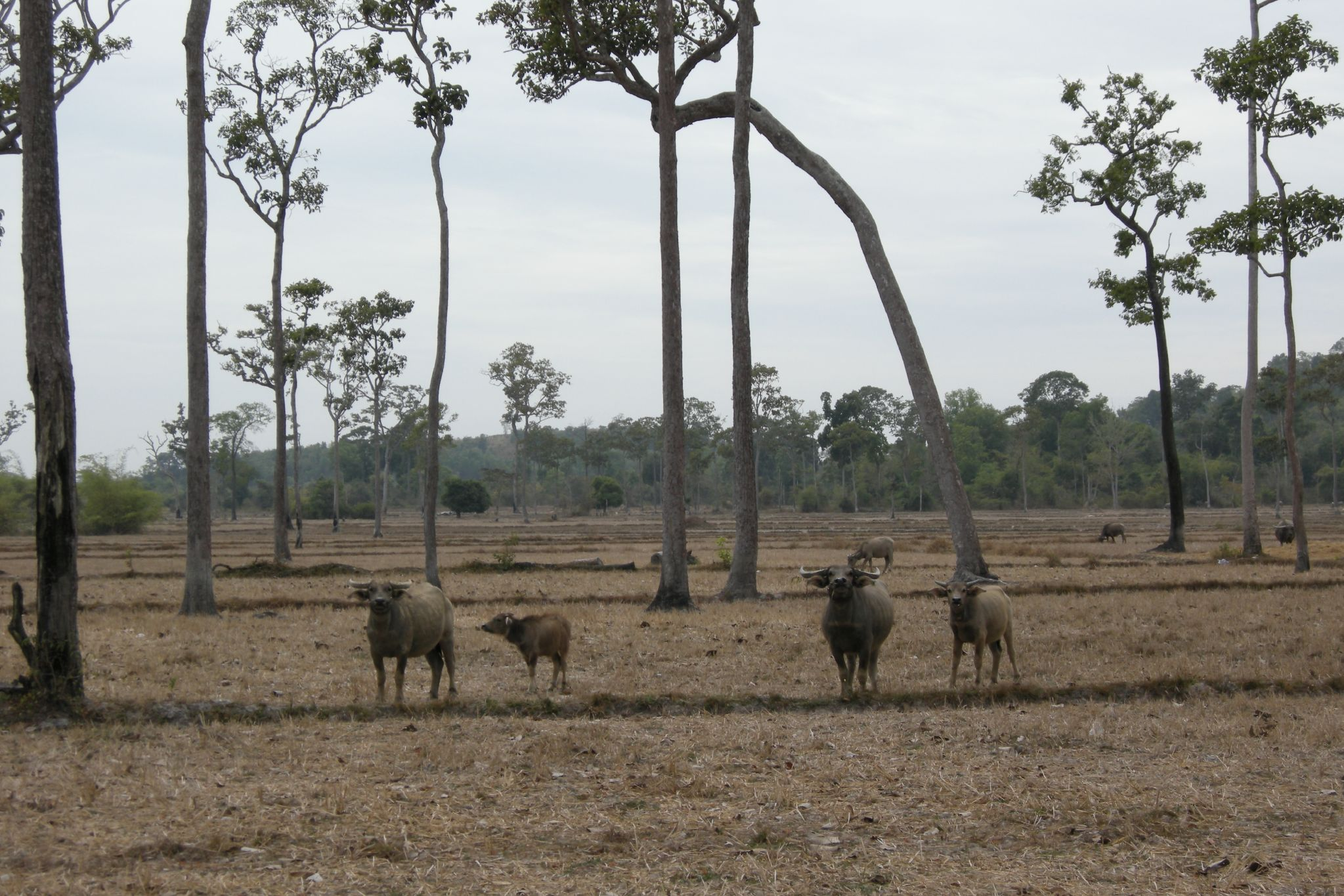
Devido aos efeitos do agente laranja e napalm, muitas áreas do Parque Nacional Cat Tien foram gravemente danificadas, e hoje estão cobertas por bambos e pastagens com raras árvores.

O Parque Nacional de Cat Tien, no Vietnã, abrigava a última população de Rhinoceros sondaicus annamiticus, exterminada no restante da Indochina. Logo após a Guerra do Vietnã, ele foi declarado presumivelmente extinto, em consequência dos danos ao ecossistema causado pelos intensos bombardeios, presença de minas terrestres e pela utilização do agente laranja e do napalm. Em 1978, duas regiões, Nam Cat Tien e Tay Cat Tien, foram protegidas na região do rio Dong Nai. Em 1988, um caçador da tribo Stieng, matou uma fêmea adulta próximo ao rio Dong Nai no distrito de Bảo Lộc, oeste da província de Lâm Đồng, provando que a espécie tinha sobrevivido à guerra.
Outros dois registros anteriores a 1988 são conhecidos, o primeiro de um animal morto em 1986 ou 1987 na cabeceira do rio Mada, e o segundo na província de Lâm Đồng por volta de 1980, um pouco ao norte da reserva, não muito distante do local onde a fêmea foi morta em 1988.
Uma expedição, organizada em 1989, para procurar evidências da espécie, descobriu rastros de um grupo de mais ou menos 10-15 animais na proximidades do rio Dong Nai, entretanto numa área não protegida. Em 1992, essa área, Cat Loc, foi classificada como reserva para rinocerontes, "Cat Loc Rhinoceros Reserve". Outra expedição, em 1993 na área de Cat Loc, indicou a presença de 7-9 rinocerontes numa pequena área de floresta mista de bambus nas cabeceiras dos rios Thoi e Da Dim Bo. Em 1998, as áreas de Cat Tien e Cat Loc foram legalmente unidas para formar o Parque Nacional Cat Tien, entretanto, fisicamente as áreas estão separadas por um corredor de terras agricultáveis. Outra expedição em 1998 concluiu que apenas 5-7 animais restavam.
Devido ao aumento da pressão humana, o habitat do rinoceronte diminuiu em aproximadamente 15%, da área total avaliada em 1990, e o número estimado de animais caiu para 5-8 em 1999. Atualmente, cerca de seis mil pessoas vivem dentro dos limites do parque, e vários hectares de planícies aluviais, o habitat preferido do rinoceronte, estão sendo transformadas em arrozais, juntamente com a pouca proteção (> de 20 guardas florestais) a população pode ser extinta em três a cinco anos.
Recentes expedições têm sugerido que a população de Cat Tien está muito perto da extinção, talvez contando com menos de cinco indivíduos. Habitantes locais encontraram os restos do animal no final de abril de 2010 durante a coleta de castanhas no interior do parque, as autoridades foram avisadas e posteriormente os restos foram recolhidos para análise que revelou uma bala na perna esquerda e sinais que o corno tinha sido cortado. Em outubro de 2011, a WWF divulgou uma análise de material fecal, coletado numa expedição entre 2009-2010, que indicava a presença de um único exemplar no parque, animal este que foi morto em 2010, fazendo com que a subespécie fosse oficialmente declarada extinta.

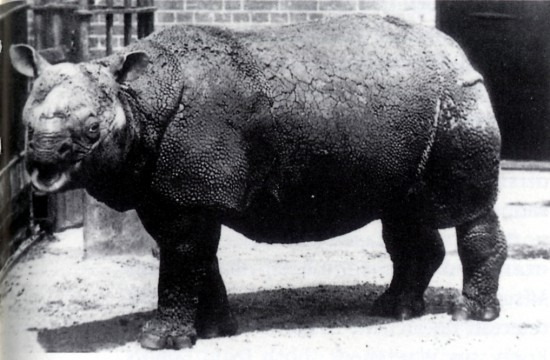
Rinoceronte-de-java no Zoológico de Londres, exposto de março de 1874 até janeiro de 1885.

| Ano    | 1989  | 1991 | 1993 | 1998 | 1999 | 2001 | 2005 | 2011 |
| Número | 10-15 | 8-12 | 7-9  | 5-7  | 7-8  | 5-8  | 2-7  | 0    |

### Cativeiro
O rinoceronte-de-java já não é exibido em zoológicos há um século. O último exemplar em cativeiro, um macho com 20 anos, morreu em 4 de fevereiro de 1907 no zoológico de Adelaide. Cerca de 22 espécimes estão documentados como tendo estado em cativeiro até essa data; destes, nove foram mantidos em Java, do século XVIII ao início do século XX, um em Adelaide, um em Londres, dois em Calcutá, e o restante em coleções privadas ou na posse de comerciantes, com a possibilidade desse número ser diferente, por alguns animais identificados como rinocerontes-indianos serem na realidade rinocerontes-de-java, ou vice-versa. Um novo registro para o Zoológico de Calcutá foi reconhecido em 2011, trata-se de um animal jovem que morreu com dois anos de idade por volta da década de 1880. Esta espécie nunca se deu bem em zoológicos: o mais velho morreu com 20 anos, cerca de metade da idade que atingem no seu meio natural.